# 香港—日本關係
香港與日本關係（日语：／*/?），是指歷史上的香港和日本，以至現在香港與日本國之間的雙邊關係，在香港主權移交前為日英關係的一部分。

## 歷史

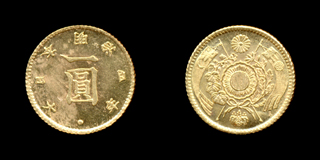
1872年（明治4年）日本發行的一圓硬幣。與香港的一圓硬幣幾近雷同。

香港與日本的交流史可追溯至香港開埠。在江戶時代末期，由於幕府解除了對百姓出國的禁令，開始有一部分日本商人來到香港，同時也有部分唐行小姐（日本娼妓）以香港作爲跳板前往中國大陸及東南亞各地。到了明治及大正時代，由於日本積極向西方列强學習先進技術的國策，而香港則是當時離日本最近的西方國家殖民地，被日本視爲是西方文明開化的象徵，所以無論是官方或是民間都有不少日本人造訪香港，著名人士包括福澤諭吉、夏目漱石、金子光晴等都曾在往返歐洲途中在香港短暫停留。1873年，岩仓使节团在完成了對歐洲的視察后回程時經過香港，並進行了正式訪問，其后日本于香港開設了總領事館。
當時來到香港的日本人，大部分為商人與外交官員，他們有的在香港尋找與西方各國貿易的機會；另外一些則是與當時的港英殖民地政府打交道，希望從中學習西洋的政府管治。其中有兩個著名的例子：首先是貨幣，在1871年日本制定《新貨条例》取代舊式貨幣時，便參考了當時香港發行的一元硬幣，把自己的貨幣定名為「円」（圓），這也是現代日本貨幣名稱的由來。當時日本招聘了在香港造幣廠工作的工程師汤玛士・威廉・金德（Thomas William Kinder），並出資買下了製造貨幣的機器。汤玛士其後成爲了御雇外国人，並利用他在香港工作的經驗在大阪建設了造币局，掀開了近代日本貨幣史的序幕。另外在大正時代，日本關西地區的商賈富豪打算在兵庫県芦屋市的六甲山麓打造一個全新的高級住宅區，在設計時便參考了香港中半山的格局，最後成功開發了关西地区最著名的高级住宅区—六麓荘町。于1921年3月，當時尚未即位的昭和天皇裕仁以皇太子身分到訪香港，獲時任香港總督司徒拔爵士盛情款待。
昭和時代，由於日本對外擴張的國策，香港與日本的關係也隨著中華民國、英國與日本的關係惡化而開始轉壞。1941年太平洋戰爭爆發後，日軍進攻香港並於12月25日迫使英軍投降，成功佔領香港全境3年8個月直到1945年投降為止；而由於香港被日本占領，領事館被廢除，並改由香港總督負責管治。佔領期間，皇軍實行强制遣返政策，將大量本地華人驅趕至广东地區；並多番無差別殺害市民，亦迫使市民將港幣兌換成軍票（軍票於戰後變成廢紙）。是以曾經經歷二戰的港人普遍都對日本抱有負面印象。
1952年日本恢復主權國家地位後，重新在英屬香港設置領事館。1997年香港回歸後，日本繼續在香港設置領事館至今。

## 政治

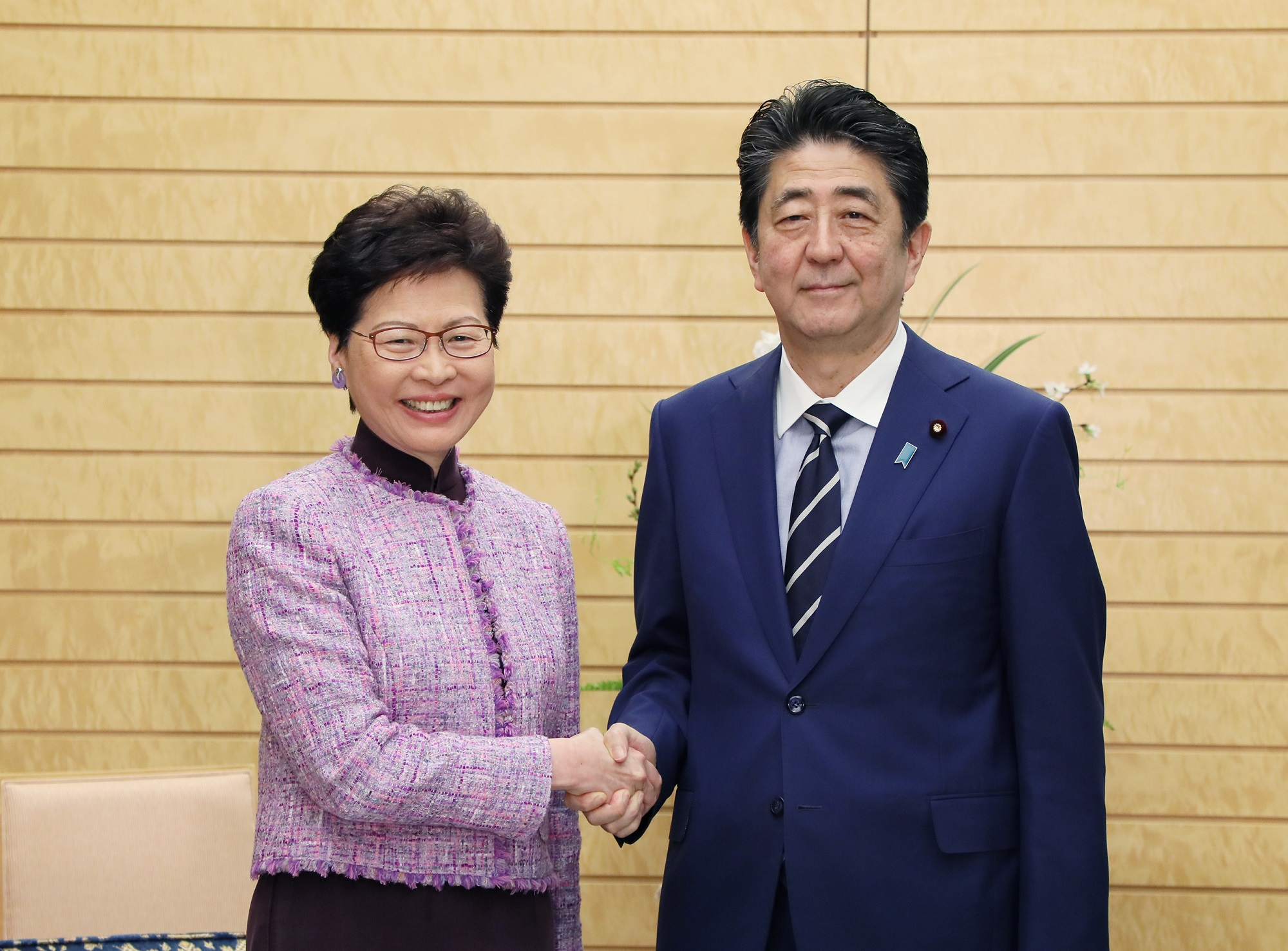
2019年，行政長官林鄭月娥與安倍晉三在內閣總理大臣官邸會面

在近代，由於香港與日本皆實行資本主義，所以不管是港英政府時期或是香港回歸后，兩地的政府高層人士經常互訪，就算在中日關係轉差的2000年代之後亦沒有受到影響。雖然在1996年保钓运动，2012年中国反日示威活动及2019年的反修例運動期間香港與日本的關係偶有轉坏，但總體來説近代香港政府與日本政府一直保持良好的關係。
在港英政府時期，末代港督彭定康便曾于1993年、1994年及1996年3度訪問日本。而在香港回歸后，首任特首董建華便旋即于1997年10月訪問日本。其後與2001年3月他再度訪問日本，與時任首相森喜朗會面。
2004年2月，香港政府代表團成功向日本爭取免簽待遇，隨後香港特區護照持有人於同年4月起，可無需簽證赴日旅遊90日。
第二任特首曾蔭權則于2009年2月訪問日本，與當時的外務大臣中曾根弘文展開會談並成功落實了兩地之間的工作假期計劃。
第四任特首林鄭月娥則曾於2018年10月、2019年4月兩度訪日，並與當時的首相安倍晋三與外務大臣河野太郎進行會談，並向日方介紹了粵港澳大灣區的構想。2019年10月，香港行政長官林鄭月娥前往東京出席今上天皇德仁的即位禮，但林鄭月娥在會場內玩手機，被指對天皇不敬。
而日本亦由於香港的特殊經貿地位，在近年多次派出内閣成員訪問香港。2018年外務大臣河野太郎訪問香港並與行政長官林鄭月娥會談。另外由於香港對日本農產品出口市場具有巨大影響力（每年日本輸出至香港的農產品高達2000億日元，在全世界僅次于中國位列第2），自2014年起日本每一任的農林水産大臣都訪問了香港。
在2019年的反修例运动期間，民主派異見人士周庭由於精通日語及日本流行文化，而深受日本民間及政界歡迎。周庭曾到訪日本向當地民眾講述香港民主運動和反送中運動並爭取他們的支持，同時與日本不少政界人士交流。2020年8月當周庭被香港警察以港版國安法的罪名發動大搜捕的時候，日本舉國上下輿論一片譁然，無論是政界還是民間社會各界，都紛紛嚴厲譴責中國共產黨政治迫害周庭，甚至時任內閣官房長官菅義偉亦對此表示深切擔憂，及後當周庭得到保釋接受傳媒訪問時，以日本女子組合櫸坂46的作品《不協和音》表達自己的感受。

## 經貿
在2023年，日本是香港第五大貿易夥伴，香港則是日本第十二大貿易夥伴，雙邊商品貿易總額達3402億港元。
近年香港人熱衷于前往日本旅游，在每年訪問日本的各國游客中香港游客人數一直位列前茅，單在2024年便有接近250萬香港人曾經造訪日本，訪日人數高踞全球第5位。以當年香港總人口（750萬）計算的話，幾乎每3個香港人就有一個曾經前往日本旅游，按人口比例計算為全球最高。

## 文化
日本流行文化對年輕一輩的香港人有重要的影響。日劇、特攝劇集、日本動漫、J-Pop和電子遊戲，源源不絕地影響香港的青少年。在1980、1990年代的香港，日本動畫《哆啦A夢》，《蠟筆小新》，《櫻桃小丸子》等跟日本本土一樣，幾乎每天傍晚都會輪流在電視台上播放，耳濡目染下這幾個動畫片裏的角色也在香港家傳戶曉。
而在1970年代末期至2000年代初期，日本流行音樂亦對香港粵語流行音樂的發展有著重大的影響。在該時期的香港，有大量膾炙人口的作品是翻唱自J-pop的作品，如王菲的《容易受伤的女人》、李克勤的《红日》、陈慧娴的《千千闋歌》、张学友的《每天爱你多一些》等。
與此同時，香港文化亦在日本產生了一定影響。在1980年代后，隨著香港經濟發展，與香港相關的事物開始傳入日本；例如在日本動漫中，經常出現與香港有關的角色而事物，像《機動武鬥傳G高達》、《攻殻機動隊》和《数码宝贝》等作品都以香港作爲故事舞臺。同時，在香港電影的黃金時代，成龍主演的武打片及周星馳的喜劇片也在日本深受歡迎，《少林足球》更保持著在日本上映的香港電影票房紀錄。除此之外，當時位處于九龍城區的九龍城寨則因爲其獨一無二的構造與特殊的環境，吸引了大量日本民間愛好者前往游覽，現時日本仍然保存著除香港本地外對九龍城寨最多的研究資料與記錄。